# Huyền Thoại Runeterra
Huyền Thoại Runeterra (viết tắt: LoR, tiếng Anh: Legends of Runeterra) là một trò chơi thẻ bài kỹ thuật số miễn phí được phát triển và phát hành bởi Riot Games. Trò chơi được phát hành lần đầu vào ngày 29 tháng 4 năm 2020 cho Microsoft Windows, Android và iOS. Trước đó, ngày 24 tháng 1 năm 2020 phiên bản open beta đã được mở trước cho Microsoft Windows. Các nhân vật trong Huyền Thoại Runeterra tồn tại trong cùng vũ trụ với Liên Minh Huyền Thoại (một trò chơi nhập vai dạng đấu trường trận chiến trực tuyến nhiều người chơi của Riot Games), hay nói cách khác: vũ trụ của Liên Minh Huyền Thoại và vũ trụ của Huyền Thoại Runeterra là một.

## Lối chơi
Huyền Thoại Runeterra là game thẻ bài 1 đấu 1. Mỗi người chơi bắt đầu trận đấu với 4 thẻ được rút ngẫu nhiên từ bộ bài của họ, một nhà chính với 20 HP và không có điểm năng lượng. Trước khi trận đấu bắt đầu, mỗi người chơi cũng có thể tùy chọn thay đổi bất kỳ 4 thẻ đầu tiên khi bắt đầu trận đấu rồi rút lại ngẫu nhiên từ bộ bài của họ.
Sau khi giai đoạn này kết thúc, cả hai người chơi đều nhận được một viên ngọc năng lượng, một người chơi nhận được xu tấn công và người còn lại thì sẽ được nhận vào lượt sau. Chỉ người chơi có xu tấn công hoặc kích hoạt những thẻ bài mang hiệu ứng tấn công mới có thể tấn công trong vòng này. (Khi bạn có được quyền tấn công trên phần sân của mình xuất hiện hình thanh kiếm màu vàng phía dưới phần biểu thị năng lượng). Sau mỗi vòng, các xu sẽ thay đổi luân phiên giữa các người chơi và mỗi người chơi rút một thẻ ngẫu nhiên từ bộ bài của mình. Khi số lượng vòng tăng lên, số lượng ngọc năng lượng mà mỗi người chơi nhận được cũng tăng lên, tối đa là 10. Ở cuối mỗi vòng, bất kỳ ngọc năng lượng nào không được sử dụng đều trở thành ngọc năng lượng phép dự trữ, tối đa là 3. Lượng năng lượng này chỉ có thể được sử dụng cho thẻ phép và thẻ trang bị.
Để chơi bài, người chơi phải tiêu tốn năng lượng. Có năm loại thẻ: Tướng, Tùy tùng, Địa danh, Bài phép và Trang bị. Tướng là những quân bài mạnh nhất trong trò chơi. Mỗi tướng sẽ có điều kiện lên cấp riêng, một khi được đáp ứng sẽ nâng cấp thẻ thành phiên bản mạnh hơn. Tuỳ tùng bao gồm tất cả các thẻ có thể chơi bình thường khác. Địa danh bao gồm các thẻ bài không có chỉ số phòng thủ hay phản công với hiệu ứng như bài quân. Bài phép là các thẻ gây ra hiệu ứng khi chơi. Trang bị ban cho bài quân chỉ số và hiệu ứng, tuy nhiên sẽ trở về tay khi bài quân rời khỏi sàn đấu.
Sau khi chơi, thẻ có thể được đặt về phía trước một lần nữa để tấn công hoặc phòng thủ. Khi tấn công, nếu không có thẻ bài chặn đòn từ đối phương, lá bài sẽ đánh vào nhà chính của người chơi đối phương, gây sát thương trực tiếp với chỉ số sức mạnh của nó. Nếu thẻ tấn công đối mặt với 1 thẻ chặn, hai thẻ sẽ đánh nhau, gây ra lượng sát thương tương ứng cho nhau. Mỗi thẻ cũng có một chỉ số phòng thủ. Nếu thiệt hại nhận được lớn hơn hoặc bằng chỉ số phòng thủ của thẻ, nó sẽ bị phá hủy. Tấn công một kẻ thù bằng một thẻ bài không gây sát thương cho thẻ tấn công. Mục tiêu của trò chơi là giảm máu nhà chính đối phương về 0.

## Thẻ bài
Huyền Thoại Runeterra cung cấp nhiều loại thẻ khác nhau để cho phép mỗi người chơi chơi trò chơi theo cách riêng của họ. Một bộ bài phải bao gồm không quá 6 thẻ tướng (cho phép có nhiều nhất 6 tướng khác nhau xuất hiện), tối đa 2 khu vực và tổng cộng 40 thẻ. Sau đây là các thông tin chi tiết có trên mỗi thẻ.

### Năng lượng
Tất cả các thẻ trong trò chơi đều đi kèm với một mức năng lượng nhất định. Người chơi phải tiêu hao lượng năng lượng được liệt kê trên thẻ để kích hoạt. Lượng năng lượng tối đa mà người chơi có thể bắt đầu vòng đấu là 13 (bao gồm cả năng lượng phép).

### Khu vực
Sau đây là các khu vực có trong các thẻ bài. Một thẻ có thể có một hoặc hai khu vực. Các thẻ trong một bộ bài chỉ có thể thuộc tối đa hai khu vực. 
- Demacia
- Ionia
- Piltover & Zaun
- Freljord
- Noxus
- Quần đảo Bóng Đêm (Shadow Isles)
- Bilgewater
- Targon
- Shurima
- Bandle City

### Loại thẻ
Một thẻ chỉ có một loại duy nhất.
- Tùy tùng (Follower)
- Tướng (Champion)
- Bài phép (Spell)
- Địa danh (Landmark)
- Trang bị (Equipment)

### Bậc thẻ
Sau đây là những cấp bậc (độ hiếm) thẻ có thể có. Một thẻ chỉ có tối đa một cấp bậc. Cấp bậc càng cao, thẻ càng có giá trị.
- Tướng (Champion), cấp cao nhất và giá trị nhất
- Sử thi (Epic), cấp cao, nhưng chưa bằng tướng
- Hiếm (Rare), cấp cao hơn
- Thông thường (Common), là cấp bậc thấp nhất trong trò chơi

Ví dụ: Thẻ Hấp thụ linh hồn(Absorb Soul) đến từ khu vực Quần đảo Bóng Đêm, là một thẻ Phép (Spell), cấp bậc Thông thường (Common) và tiêu hao 1 Năng lượng (Mana) để sử dụng.
Thẻ Leona đến từ khu vực Targon, là một thẻ Tướng (Champion), cấp bậc Tướng (Champion), và tiêu hao 5 Năng Lượng (Mana) để sử dụng.

### Phần thưởng[5]
Huyền Thoại Runeterra là trò chơi miễn phí. Với mỗi chiến thắng hay thất bại, bạn đều sẽ nhận được kinh nghiệm. Lượng kinh nghiệm này rất hữu ích trong chặng đường sưu tầm lá, bộ bài của bạn.
Đầu tiên là hệ thống phần thưởng khu vực, cho phép bạn chọn 1 khu vực mà bạn muốn khám phá và mở khóa các phần thưởng, lá bài bằng lượng kinh nghiệm đã tích lũy. Hệ thống này có rất nhiều phần thưởng, đòi hỏi bạn phải tốn kha khá thời gian để hoàn thành tất cả phần thưởng của 10 khu vực.
Ngoài phần thưởng khu vực, Huyền Thoại Runeterra còn có phần thưởng theo tuần (mỗi thứ 5 hàng tuần). Những kho báu này sẽ tự nâng cấp (tối đa là 13) thông qua lượng kinh nghiệm bạn tích lũy mỗi tuần. Mỗi lần nâng cấp, kho báu sẽ gia tăng độ hiếm và số lượng các lá bài mà bạn có thể nhận được.
Đây là hệ thống phần thưởng giúp bạn sưu tầm các lá bài, xây dựng bộ bài nhanh nhất mà không phải tốn quá nhiều thời gian hay tiền bạc để có thể xây dựng bộ bài mình mong muốn.

## Phát triển
Huyền Thoại Runeterra đã được Riot Games công bố và phát hành bản truy cập sớm đầu tiên vào ngày 15 tháng 10 năm 2019, trùng với dịp kỷ niệm 10 năm phát hành Liên Minh Huyền Thoại. Đợt chơi thử này kéo dài đến ngày 20 tháng 10 và chỉ dành cho một nhóm nhỏ người chơi.
Bản chơi thử đợt 2 đã cho một số người chơi chơi thử chế độ "Expeditions", chế độ trò chơi phác thảo trong đó người chơi bắt đầu từ đầu và xây dựng một bộ bài từ một loại thẻ ngẫu nhiên trong bộ sưu tập của họ. Người chơi có thể tiếp tục phát triển bộ bài của mình khi họ có kinh nghiệm qua mỗi lần chơi trong khi chơi ở chế độ Expeditions. Bản chơi thử Expeditions kéo dài từ ngày 14 đến 19 tháng 11 năm 2019.
Vào ngày 12 tháng 1 năm 2020, Riot Games thông báo rằng phiên bản open beta của Huyền Thoại Runeterra sẽ bắt đầu vào ngày 24 tháng 1 năm 2020. Các tài khoản có quyền truy cập vào trò chơi trong các bản vá xem trước của trò chơi sẽ bị xóa, nhưng Riot tuyên bố rằng sẽ không có thêm tài khoản nào được đặt lại sau khi khởi chạy open-beta.